# بول ريس
بول ريس (بالإنجليزية: Paul Rees)‏ مواليد 6 يناير 1969، هو لاعب كرة سلة أسترالي سابق بدأ مسيرته الاحترافية في سنة 1990. اعتزل اللعب في 2006.

## روابط خارجية
- بول ريس على موقع الاتحاد الدولي لكرة السلة (الإنجليزية)
- بول ريس على موقع كرة السلة الأوروبية.كوم (الإنجليزية)
- بول ريس على موقع ريلجم (الإنجليزية)
- بول ريس على موقع بروبوليرز (الإنجليزية)